# Ключарьовські Виселки
Ключарьо́вські Ви́селки (рос. Ключарёвские Выселки, ерз. Ключаревские Выселки) — селище у складі Рузаєвського району Мордовії, Росія. Входить до складу Сузгар'євського сільського поселення.

## Населення
Населення — 3 особи (2010; 4 у 2002).
Національний склад (станом на 2002 рік):
- росіяни — 75 %